# Parkari
Le parkari ou koli parkari est une langue indo-aryenne parlée dans la province du Sindh au Pakistan, principalement à Nagarparkar (en) dans le district de Tharparkar. Elle fait partie du continuum linguistique koli (en) dans le groupe des langues sindhi.